# タイタンフォール:アサルト
『タイタンフォール:アサルト』（英:Titanfall: assault）はリスポーン・エンターテインメントにより開発、ネクソンにより配信されていたスマートフォン用ゲームアプリ。2017年8月10日サービス開始。基本プレイ無料（アイテム課金制）。タイタンフォールシリーズのスピンオフ作品。
日本を含むアジア全域での配信はされておらず、配信予定もない。
2018年7月30日にサービスが終了され、アプリも削除された。

## 概要
『タイタンフォール』および『タイタンフォール2』のスピンオフ作品にあたる作品であり、エレクトロニック・アーツ社ではなく、アプリゲームの大手ネクソン社より2017年8月10日にリリース（配信）された。
2作品共にPlayStation 4やXbox Oneなどのコンシューマーゲーム機でのプレイだったが、今回はiOSやAndroidなどのスマートフォンゲームとなった。また、本作のAndroid版はタイタンフォールシリーズで初めて、ESRBにおいてM指定されなかった作品である。

## ゲーム性
タイタンフォールシリーズではおなじみの「パイロット」や「タイタン」は登場している。ほかのプレイヤーとリアルタイムで戦いをくり広げていくことになっていく。
ファーストパーソン・シューティングゲームというゲーム性を変え、リアルタイムストラテジーゲームと変更された。